# Гвозьдзець (Малопольське воєводство)
Гвозьдзець (пол. Gwoździec) — село в Польщі, у гміні Заклічин Тарновського повіту Малопольського воєводства.
Населення — 981 особа (2011).
У 1975-1998 роках село належало до Тарновського воєводства.

## Географія
Селом протікає потік Вєлєнь.

## Демографія
Демографічна структура станом на 31 березня 2011 року:
|          | Загалом | Допрацездатний вік | Працездатний вік | Постпрацездатний вік |
| -------- | ------- | ------------------ | ---------------- | -------------------- |
| Чоловіки | 506     | 146                | 305              | 55                   |
| Жінки    | 475     | 120                | 242              | 113                  |
| Разом    | 981     | 266                | 547              | 168                  |